# Просвиров, Никон Андреевич
Никон Андреевич Просвиров (16 ноября 1901, Котельниково, область Войска Донского — 2 марта 1971, Киев) — советский военачальник, начальник железнодорожных войск СССР в 1944—1945 годах, генерал-лейтенант технических войск (22.02.1944).

## Биография
Родился 16 ноября 1901 года в городе Котельниково (ныне Волгоградской области России). Русский.
В Красной Армии с сентября 1918 года. Участник Гражданской войны в России. Проходил службу красноармейцем в составе Пролетарского отряда железнодорожников в 1-й Котельниковской стрелковой дивизии 10-й армии, затем во 2-м Крестьянского полка 2-й Донской советской стрелковой дивизии. С мая 1919 года — писарь управления 37-й стрелковой дивизии. Воевал на Южном и Юго-Восточном фронтах. Демобилизован в феврале 1920 года.
С сентября 1921 года вновь в Красной Армии. С марта 1923 года служил в 22-м отдельном железнодорожном батальоне, машинист, командир отделения, помощник командира взвода, машинист-наставник, помощник командира роты, помощник начальника депо. В сентябре 1924 года переведен в 8-й Краснознаменный железнодорожный полк имени Воровского на Туркестанском фронте. В его составе занимал должности помощника командира роты и начальника депо, командира и политрука роты, сводного батальона, командира технической роты, он же начальник боевого питания, командира батальона, начальника полковой школы. В мае 1936 года назначен помощником командира по технической части 11-го железнодорожного полка в городе Сызрани. В июле 1938 года переведен командиром 5-й бригады Особого корпуса железнодорожных войск Красной Армии, с января 1939 года — командир этого же корпуса на Дальнем Востоке, который принимал участие в строительстве железных дорог на Дальнем Востоке и в МНР. За успешное выполнение заданий правительства в мае 1938 года награждён орденом «Знак Почета», а в 1939 году — орденом Трудового Красного Знамени. В марте 1941 года корпус был переброшен на строительство железных дорог в западных районах Украины. Кроме того, корпус под его командованием занимался реконструкцией Львовского железнодорожного узла, а также железнодорожных узлов Гречаны, Шепетовка и Красное.

### Великая Отечественная война
В начале Великой Отечественной войны Особый корпус железнодорожных войск под командованием генерал-майора технических войск Н. А. Просвирова принимал участие в выполнении восстановительных и заградительных работ на Юго-Западном фронте. С октября 1941 года руководил заградительными работами Московского железнодорожного узла и метрополитена, одновременно части корпуса вели заградительные и восстановительные работы в полосе Юго-Западного, Западного и Калининского фронтов. В январе 1942 года был назначен заместителем начальника Главного управления военно-восстановительных работ Народного комиссариата путей сообщения — начальником Управления железнодорожных войск. С мая 1944 года — начальник Главного управления военно-восстановительных работ НКПС — начальник железнодорожных войск. В начале апреля 1945 года на основе постановления ГКО  был уволен с должности и зачислен в распоряжение НКПС.

### После войны
После войны в августе 1945 года назначен заместителем начальника Главного управления военно-восстановительных работ НКПС, затем в марте 1946 года — командиром 2-го корпуса железнодорожных войск.
С февраля 1964 года в запасе. Умер 2 марта 1971 года в Киеве. Похоронен на Байковом кладбище.

## Награды
Награждён двумя орденами Ленина, четырьмя орденами Красного Знамени, орденами Трудового Красного Знамени, «Знак Почета», медалями.